# Istria
Istria község Romániában, Dobrudzsa vidékén, Constanța megyében. A hozzá tartozó település Nuntași.

## Fekvése
A település az ország délkeleti részén található, Konstancától ötvenkét kilométerre északra, a legközelebbi várostól, Năvodaritól harmincnégy kilométerre, északra.

## Története
A település határában található Románia első, ismert városi jellegű településének romjai, Hisztria. A romváros északra, hatvan kilométer távolságra van a megyeszékhelytől Konstancától, a Sinoe-tó mellett. Leletgazdagsága miatt az ország Pompejének is nevezik. A város neve a Hister szóból ered, ami a Duna ókori neve. Azt, hogy a romváros nem más mint az ókori Histria Ernest Desjardins francia régész fedezte fel 1868-ban, 1914-ben kezdték el feltárni Vasile Pârvan régész irányítása alatt.
Hisztria antik görög város, amelyik i. e. 657 táján jött létre. A milétoszi kereskedők által alapított település csakhamar jelentős kikötői kereskedelmi centrum lett. Legvirágzóbb időszakát időszámításunk előtt a 4. és 2. század között élte. Később erődítményt is építettek, de magát a várost is erős kőfal vette körül. Kultúrájára jellemző, hogy már akkor mintegy huszonöt kilométer hosszú vízvezeték-hálózattal rendelkezett s utcái is ki voltak kövezve. Következő virágkorát az időszámításunk szerinti 1. és 3. század között érte meg, a Római Birodalom idején.
A legimpozánsabb épülete a 3. században újjáépített és megerősített erőd megmaradt romjai. A egykori vár központi részén egy 3500 négyzetméteres alapterületű, kővel burkolt tér található. A tér szélén két kőépület romjai láthatóak, az egyik egy bazilika volt, föld alatti kriptával, a másik pedig gyűlésterem lehetett. Mindkét épületet két oszlopsor osztotta három hajóra.
A vár nyugati falánál egy 300 négyzetméteres alapterületű bazilika romjai találhatóak, amelyet ugyancsak két oszlopsor osztott három hajóra. Az innen induló kikövezett utca bal oldalán egy nagyméretű és a feltevések szerint kereskedelmi célokat szolgáló építmény maradványai állnak, az épületnek volt egy nagy központi terme, és körben sorakoztak a kereskedők apró üzlethelyiségei. Az utca az 1200 négyzetméteres Oszlopok-terére vezet, amely a ma is látható oszlopsorokról kapta nevét.
A várban megtalálhatóak egy római közfürdő romjai is. A 800 négyzetméteres alapterületű fürdőt a rómaiak szintén a 3. században építették, láthatóak a ruhamegőrzőszobák, melegítőtermek, a meleg-fürdő és a hideg-fürdő helységeinek maradványai, érdekessége az épületnek az öt mellékhelyiség színes mozaikpadlózata, s részben megmaradt falburkolata.
A települést és a várat a 7. században, az avarok foglalták el, és pusztították el.
A romterület szabadtéri múzeum és az ásatások leleteit a községben épített múzeumban helyezték el.
A romvárostól négy kilométerre tatár, majd török családok telepedtek le, létrehozva Karanasuf települést. A falu 1878-ban román fennhatóság alá került, ezután vette fel az Istria nevet, az egykori városra utalva.

## Lakossága
A nemzetiségi megoszlás a következő:
| 2002      | 2002 | 2002   |
| --------- | ---- | ------ |
| Románok   | 2595 | 98,51% |
| Romák     | 15   | 0,56%  |
| Tatárok   | 5    | 0,18%  |
| Törökök   | 4    | 0,15%  |
| Lipovánok | 4    | 0,15%  |
| Magyarok  | 4    | 0,15%  |
| Ukránok   | 1    | 0,03%  |
| Egyéb     | 6    | 0,22%  |
| Összesen  | 2634 | 100,0% |

## Látnivalók
- Hisztria-romváros
- Hisztria Múzeum – 1982-ben épült
- Szentháromság (Sf. Treime) ortodox templom
- Hősök emlékműve
- Sinoe-tó – a Duna-delta déli részéhez tartozik

## Külső hivatkozások
- A település honlapja
- A községről
- Histria honlapja
- Dobrudzsa településeinek török nevei
- 2002-es népszámlálási adatok